# 春風亭枝雀
春風亭 枝雀（しゅんぷうてい しじゃく）は落語家、音曲の名跡。
七代目は色物の音曲で戦後、東京の寄席で重宝された。
- 初代春風亭枝雀 - 後∶四代目三升亭小勝
- 二代目春風亭枝雀 - 後∶四代目春風亭柳枝
- 三代目春風亭枝雀 - （1876年12月1日 - 没年不明）は、落語家。12、3歳頃4代目麗々亭柳橋の門で柳松。1895年に小松。翌年3代目柳枝の門で枝雀となる。1902年頃までは消息が見えるがそれ以後不明。（本名:中村 圧松）
- 四代目春風亭枝雀 - 後∶三笑亭芝雀
- 五代目春風亭枝雀 - 後∶六代目春風亭柳橋
- 六代目春風亭枝雀 - 後∶春風亭華扇
- 七代目春風亭枝雀 - 本項にて記述

七代目 春風亭 枝雀（しゅんぷうてい しじゃく、1899年4月1日 - 1981年6月23日）は、落語家。出囃子は『喜撰』。本名∶松田 福次郎。

## 経歴
- 群馬県館林町（現館林市）の生まれ。
- 東京神田の育ち。父は巡査であった。
- 1918年10月、四代目春風亭柳枝に入門。「玉枝」。
- 1921年3月に師匠柳枝が華柳と改名。伴い二ツ目昇進、「華好」と改名。
- 1927年12月に四代目春風亭柳昇と共に真打昇進し「枝雀」と改名。

その後、1930年に吉本興業の所属になり、上方で「喜劇民謡座」を立ち上げ座長に就任。「掛合い音曲」で人気者になる。戦後の1953年に三代目桂三木助に誘われて日本芸術協会（現：落語芸術協会）に加盟し、戦後数少ない色物の音曲師として活躍。1973年、文化庁芸術祭優秀賞受賞。
1981年、心のう炎のため死去。82歳没。
「ご存じ古今東西噺家紳士録」には「寄席の唄」が収録されているほか、各局のラジオ局に音源を残している。